# Reprezentacja Łotwy w piłce wodnej kobiet
Reprezentacja Łotwy w piłce wodnej kobiet – zespół, biorący udział w imieniu Łotwy w meczach i sportowych imprezach międzynarodowych w piłce wodnej, powoływany przez selekcjonera, w którym mogą występować wyłącznie zawodnicy posiadający obywatelstwo łotewskie. Za jej funkcjonowanie odpowiedzialny jest Łotewski Związek Pływacki (LPF), który jest członkiem Międzynarodowej Federacji Pływackiej.